# Lila Majumdar
Lila Majumdar (Bengalisch: লীলা মজুমদার, Līlā Majumadār; * 26. Februar 1908 in Kolkata; † 5. April 2007 ebenda) war eine bengalische Schriftstellerin, die besonders für ihre Kinderliteratur bekannt ist.
Majumdar war die Tochter von Pramada Ranjan Ray und Surama Devi. Ihr Onkel ist der Kinderbuchautor Upendrakishore Raychowdhury, der Großvater von Satyajit Ray. Ihre Kindheit verbrachte sie in Shillong, wo sie ins Loretto Convent zur Schule ging. Majumdar veröffentlichte ihre erste Geschichte Lakkhichhara 1922 in der Kinderzeitschrift Sandesh, die seit dem Tod ihres Onkels von ihrem Cousin Sukumar Ray herausgegeben wurde. Sie graduierte an der University of Calcutta. Zu ihren wichtigsten Werken zählen Holde Pakhir Palok, Padipishir Barmibaksho, Shob Bhuture, TongLing, Maaku, Podi Pishir Bormi-baksho. Von 1963 bis 1994 war sie Mitherausgeberin der Zeitschrift Sandesh. In ihren Autobiografien Aar Konokhane und Pakdondi erzählt sie von ihrer Jugend in Shillong, ihrer Beziehung zu Shantiniketan und dem All India Radio sowie ihrem Weg durch die bengalische Literaturszene.
Lila Majumdar gewann zahlreiche bengalische Literaturpreise, darunter Ananda Puraskar und Shishu Sahitya Puraskar.